# فهرست جایزه‌ها و نامزدی‌های پنتاگون
این فهرستی از جوایز و نامزدی‌های گروه پسرانهٔ کره‌ای پنتاگون است که توسط کیوب انترتینمنت در سال ۲۰۱۶ شکل گرفته‌است.

## کره‌ای

### جوایز آرتیست آسیا
| سال  | جایزه                          | نامزد / اثر | نتیجه    | منابع |
| ---- | ------------------------------ | ----------- | -------- | ----- |
| ۲۰۱۶ | محبوب‌ترین آرتیست (خواننده)     | پنتاگون     | نامزدشده | [ ۱ ] |
| ۲۰۱۷ | محبوب‌ترین آرتیست (خواننده)     | پنتاگون     | نامزدشده | [ ۲ ] |
| ۲۰۲۰ | جایزه بهترین آیکن              | پنتاگون     | برنده    | [ ۳ ] |
| ۲۰۲۱ | جایزه محبوبیت گروه آیدل پسرانه | پنتاگون     | نامزدشده | [ ۴ ] |
| ۲۰۲۱ | جایزه بهترین خوانده برگزیده    | پنتاگون     | برنده    | [ ۵ ] |

### جوایز موسیقی ای‌پی‌ای‌ان
| سال  | جایزه                     | نامزد / اثر | نتیجه    | منابع |
| ---- | ------------------------- | ----------- | -------- | ----- |
| ۲۰۲۰ | تاپ ۱۰ (بونسانگ)          | پنتاگون     | نامزدشده | [ ۶ ] |
| ۲۰۲۰ | جایزه محبوبیت گروه پسرانه | پنتاگون     | نامزدشده | [ ۷ ] |

### جوایز وفاداری مشتری با برند
| سال  | جایزه                     | نامزد / اثر | نتیجه    | منابع |
| ---- | ------------------------- | ----------- | -------- | ----- |
| ۲۰۲۱ | ترند داغ گروه آیدل پسرانه | پنتاگون     | نامزدشده | [ ۸ ] |

### جوایز برند سال
| سال  | جایزه                                      | نامزد / اثر | نتیجه    | منابع  |
| ---- | ------------------------------------------ | ----------- | -------- | ------ |
| ۲۰۱۸ | گروه آیدل پسرانه تازه‌کار سال               | پنتاگون     | نامزدشده | [ ۹ ]  |
| ۲۰۲۰ | گروه آیدل پسرانه سال (ستاره در حال پیشرفت) | پنتاگون     | نامزدشده | [ ۱۰ ] |
| ۲۰۲۲ | آیدل پسر سال                               | پنتاگون     | نامزدشده | [ ۱۱ ] |

### جوایز موسیقی جدول گائون
| سال  | جایزه       | نامزد / اثر | نتیجه    | منابع  |
| ---- | ----------- | ----------- | -------- | ------ |
| ۲۰۱۷ | تازه‌کار سال | پنتاگون     | نامزدشده | [ ۱۲ ] |

### جوایز موسیقی جینی
| سال  | جایزه                                   | نامزد / اثر | نتیجه    | منابع         |
| ---- | --------------------------------------- | ----------- | -------- | ------------- |
| ۲۰۱۸ | آرتیست سال                              | پنتاگون     | نامزدشده | [ ۱۳ ] [ ۱۴ ] |
| ۲۰۱۸ | کشف سال                                 | پنتاگون     | نامزدشده | [ ۱۳ ] [ ۱۴ ] |
| ۲۰۱۸ | جایزه محبوبیت جینی میوزیک               | پنتاگون     | نامزدشده | [ ۱۳ ] [ ۱۴ ] |
| ۲۰۱۸ | آهنگ سال                                | «شاین»      | نامزدشده | [ ۱۳ ] [ ۱۴ ] |
| ۲۰۱۸ | آهنگ رقص (خواننده مرد)                  | «شاین»      | نامزدشده | [ ۱۳ ] [ ۱۴ ] |
| ۲۰۱۹ | جایزه ام‌بی‌سی پلاس استار / ام۲ هات استار | پنتاگون     | برنده    | [ ۱۵ ]        |

### جوایز گلدن دیسک
| سال  | جایزه                       | نامزد / اثر  | نتیجه    | منابع  |
| ---- | --------------------------- | ------------ | -------- | ------ |
| ۲۰۱۷ | جایزه تازه‌کار سال           | پنتاگون      | نامزدشده | [ ۱۶ ] |
| ۲۰۱۷ | جایزه محبوبیت               | پنتاگون      | نامزدشده | [ ۱۶ ] |
| ۲۰۱۹ | دیسک بون‌سانگ                | مثبت         | نامزدشده | [ ۱۷ ] |
| ۲۰۲۲ | آلبوم بون‌سانگ               | Love or Take | نامزدشده | [ ۱۸ ] |
| ۲۰۲۲ | جایزه محبوب‌ترین آرتیست سیزن | پنتاگون      | نامزدشده | [ ۱۹ ] |

### جوایز موسیقی عامه پسند کره
| سال  | جایزه                         | نامزد / اثر | نتیجه    | منابع  |
| ---- | ----------------------------- | ----------- | -------- | ------ |
| ۲۰۱۸ | بهترین آرتیست                 | پنتاگون     | نامزدشده | [ ۲۰ ] |
| ۲۰۱۸ | بهترین آهنگ دیجیتال           | «شاین»      | نامزدشده | [ ۲۰ ] |
| ۲۰۱۸ | بهترین آهنگ رقص گروه          | «شاین»      | نامزدشده | [ ۲۰ ] |
| ۲۰۱۸ | جایزه محبوبیت                 | پنتاگون     | نامزدشده | [ ۲۰ ] |
| ۲۰۱۸ | جایزه پرفورمنس خوانندگی عمومی | پنتاگون     | برنده    | [ ۲۱ ] |

### جوایز کی گلوبال هارت دریم
| سال  | جایزه                  | نامزد / اثر | نتیجه | منابع  |
| ---- | ---------------------- | ----------- | ----- | ------ |
| ۲۰۲۲ | جایزه گلوبال هات استار | پنتاگون     | برنده | [ ۲۲ ] |

### جوایز موسیقی آسیایی ام‌نت
| سال  | جایزه                             | نامزد / اثر | نتیجه    | منابع  |
| ---- | --------------------------------- | ----------- | -------- | ------ |
| ۲۰۱۶ | بهترین آرتیست مرد تازه‌کار         | پنتاگون     | نامزدشده | [ ۲۳ ] |
| ۲۰۱۶ | بهترین آرتیست سال                 | پنتاگون     | نامزدشده | [ ۲۴ ] |
| ۲۰۱۸ | آهنگ سال                          | «شاین»      | نامزدشده | [ ۲۵ ] |
| ۲۰۱۸ | بهترین پرفورمنس رقص – گروه پسرانه | «شاین»      | نامزدشده | [ ۲۶ ] |

### جوایز موسیقی سئول
| سال  | جایزه                | نامزد / اثر | نتیجه    | منابع            |
| ---- | -------------------- | ----------- | -------- | ---------------- |
| ۲۰۱۷ | جایزه آرتیست تازه‌کار | پنتاگون     | نامزدشده | [ نیازمند منبع ] |
| ۲۰۱۷ | جایزه بون‌سانگ        | پنتاگون     | نامزدشده | [ نیازمند منبع ] |
| ۲۰۱۷ | جایزه محبوبیت        | پنتاگون     | نامزدشده | [ نیازمند منبع ] |
| ۲۰۱۷ | جایزه ویژه هالیو     | پنتاگون     | نامزدشده | [ نیازمند منبع ] |
| ۲۰۱۸ | جایزه اصلی           | پنتاگون     | نامزدشده | [ ۲۷ ]           |
| ۲۰۱۸ | جایزه محبوبیت        | پنتاگون     | نامزدشده | [ ۲۷ ]           |
| ۲۰۱۸ | جایزه ویژه هالیو     | پنتاگون     | نامزدشده | [ ۲۷ ]           |
| ۲۰۱۹ | جایزه محبوبیت        | Genie:us    | نامزدشده | [ ۲۸ ]           |
| ۲۰۱۹ | جایزه ویژه هالیو     | Genie:us    | نامزدشده | [ ۲۸ ]           |
| ۲۰۲۰ | جایزه اصلی           | We:th       | نامزدشده | [ ۲۹ ]           |
| ۲۰۲۰ | جایزه محبوبیت        | We:th       | نامزدشده | [ ۲۹ ]           |
| ۲۰۲۰ | جایزه ویژه هالیو     | We:th       | نامزدشده | [ ۲۹ ]           |
| ۲۰۲۰ | جایزه فن پی‌دی آرتیست | پنتاگون     | نامزدشده | [ ۳۰ ]           |

### جوایز بهترین کی-میوزیک سوریبادا
| سال  | جایزه                     | نامزد / اثر | نتیجه    | منابع  |
| ---- | ------------------------- | ----------- | -------- | ------ |
| ۲۰۱۷ | آرتیست تازه‌کار سال        | پنتاگون     | برنده    | [ ۳۱ ] |
| ۲۰۱۹ | جایزه بون‌سانگ             | پنتاگون     | نامزدشده | [ ۳۲ ] |
| ۲۰۱۹ | جایزه محبوبیت خواننده مرد | پنتاگون     | نامزدشده | [ ۳۲ ] |
| ۲۰۲۰ | جایزه بون‌سانگ             | پنتاگون     | نامزدشده | [ ۳۳ ] |
| ۲۰۲۰ | جایزه محبوبیت خواننده مرد | پنتاگون     | نامزدشده | [ ۳۴ ] |

### Ten Asia Global Top Ten Awards
| سال  | جایزه                 | نامزد / اثر | نتیجه | منابع  |
| ---- | --------------------- | ----------- | ----- | ------ |
| ۲۰۲۰ | بهترین آرتیست - ژاپن  | پنتاگون     | برنده | [ ۳۵ ] |
| ۲۰۲۰ | بهترین آرتیست - مالزی | پنتاگون     | برنده | [ ۳۶ ] |

## بین‌المللی

### جوایز موسیقی ام‌تی‌وی اروپا
| سال  | جایزه            | نامزد / اثر | نتیجه    | منابع  |
| ---- | ---------------- | ----------- | -------- | ------ |
| ۲۰۱۸ | بهترین اکت کره‌ای | پنتاگون     | نامزدشده | [ ۳۷ ] |

## سایر جوایز
| سال  | جایزه                            | دسته                          | نامزد / اثر | نتیجه    | منابع  |
| ---- | -------------------------------- | ----------------------------- | ----------- | -------- | ------ |
| ۲۰۱۷ | جوایز مدل آسیا                   | جایزه ستاره تازه‌کار (خواننده) | پنتاگون     | برنده    | [ ۳۸ ] |
| ۲۰۱۹ | جوایز مدل آسیا                   | جایزه ستاره محبوب (خواننده)   | پنتاگون     | برنده    | [ ۳۹ ] |
| ۲۰۱۷ | جوایز ویژه فستیوال موسیقی کره    | جایزه ستاره در حال پیشرفت     | پنتاگون     | برنده    | [ ۴۰ ] |
| ۲۰۱۸ | جوای سرگرمی فرهنگ کره            | جایزه خواننده کی-پاپ          | پنتاگون     | برنده    | [ ۴۱ ] |
| ۲۰۱۹ | جوایز اشتراک گذاری داوطلبانه کره | جایزه بزرگ داوطلبانه کره      | پنتاگون     | برنده    | [ ۴۲ ] |
| ۲۰۲۱ | جوایز بین‌المللی درامای سئول      | اواس‌تی برجسته درام کره‌ای      | «بیست بیست» | نامزدشده | [ ۴۳ ] |